# Grüne-Soße-Denkmal

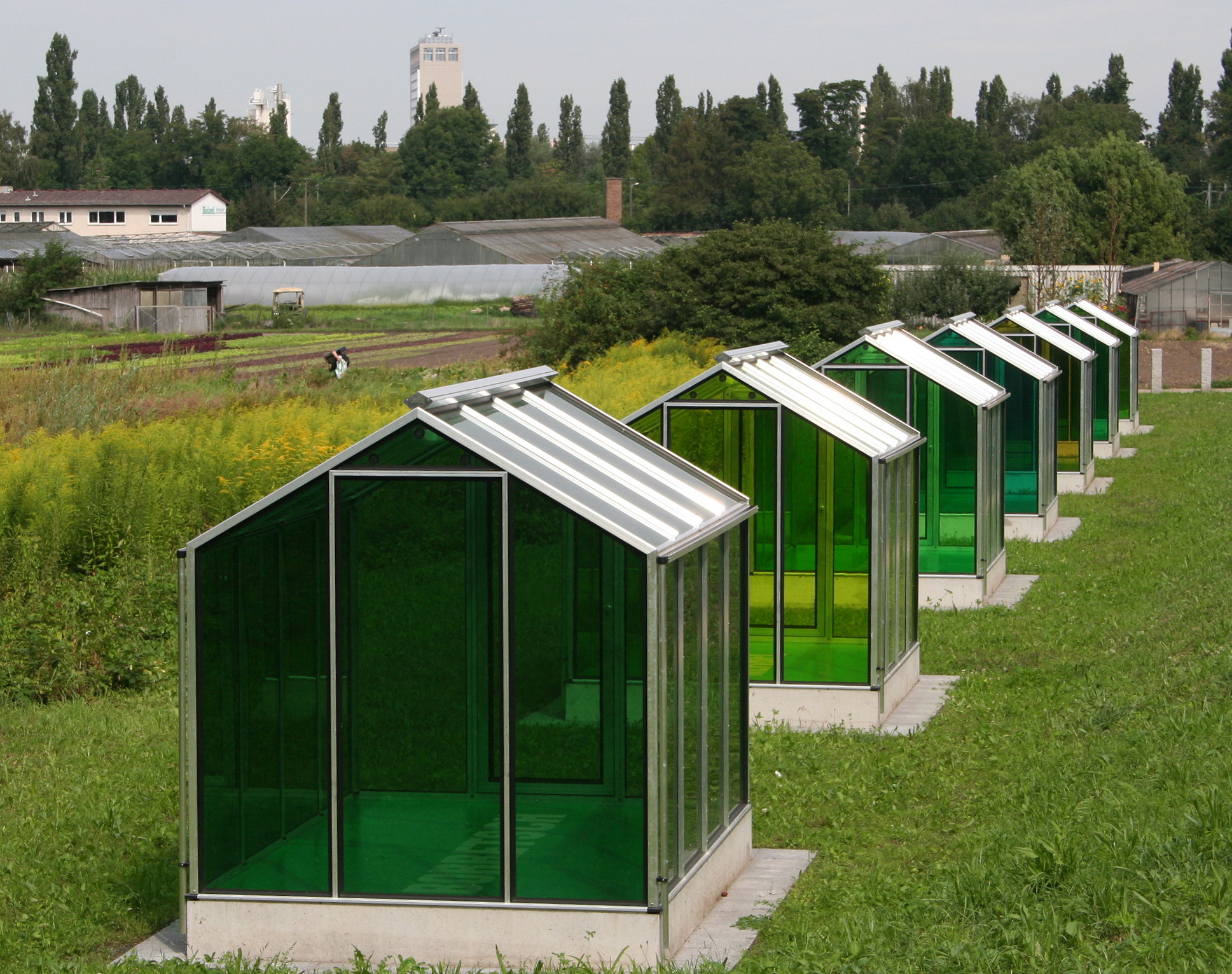
Grüne-Soße-Denkmal (2007) in Frankfurt-Oberrad

Das Grüne-Soße-Denkmal in Frankfurt am Main wurde am 21. Mai 2007 im Stadtteil Oberrad eingeweiht. Das Unikum soll das erste und bislang einzige deutsche Denkmal sein, das einem Regionalgericht gewidmet ist, der Grünen Soße. Das Denkmal wurde von Olga Schulz aus Ludwigsburg entworfen, einer Studentin der Hochschule für Gestaltung in Offenbach am Main. Finanziert wurde das Denkmal durch den Regionalpark RheinMain SüdWest. Es steht innerhalb des Frankfurter Grüngürtels.

## Charakterisierung
Das Denkmal besteht aus sieben kleinen Gebäuden auf Beton-Fundamenten, die Gewächshäusern nachempfunden und in einer Reihe aufgestellt sind. Die transparenten Polycarbonat-Flächen jedes dieser Gewächshäuser sind in unterschiedlichen Grün-Tönen ausgeführt. Sie nehmen den Farbton eines der sieben grundlegenden Kräuter der Grünen Soße auf. Auf dem Boden jedes der anlässlich der Einweihung begehbaren Gewächshäuser steht ein Schriftzug mit den Namen dieser Kräuter: Borretsch, Kerbel, Kresse, Petersilie, Pimpinelle, Sauerampfer und Schnittlauch.
Die Gewächshäuser sind ein Denkmal, sie dienen daher nicht dem Anbau der betreffenden Kräuter. Die Künstlerin betrachtet sie als Museumsvitrinen, obwohl solche üblicherweise einen Ausstellungsgegenstand beinhalten. Das Denkmal nimmt gleichwohl direkten Bezug auf den sie umgebenden Boden, aus dem die Kräuter ihre Nahrung beziehen. Ringsum werden die Kräuter angebaut und gepflegt, aus denen die Frankfurter Grüne Soße zubereitet wird.
Die transluzenten Flächen erlauben nicht nur den Einblick in die Gewächshäuser, die Sonneneinstrahlung und einen Witterungsschutz, sondern bewirken auch eine Spiegelung der Landschaft, des bearbeiteten Bodens, der Frankfurter Skyline, des Himmels. Damit soll der Bezug des traditionellen Gerichtes zu seiner Umgebung hergestellt werden, aber auch der immer gleiche Rhythmus des Pflanzenwachstums, das vom Boden und der Witterung bestimmt wird. Für den Betrachter, der die Skyline Frankfurts durch die grünen Polycarbonatflächen erblickt, wird sie auf diese Weise in Grün getaucht; es entsteht der Bezug des Gerichts zur Stadt.
Bei Dunkelheit sind die sieben Gewächshäuser illuminiert, so dass die abgestufte Grüntönung wie ein funkelnder Smaragd besonders stark zur Geltung kommt und ein völlig anderer Eindruck als bei Tageslicht entsteht. Das Grüne-Soße-Denkmal ist daher ein Bestandteil der Frankfurter Luminale.
2018 wurde das Denkmal saniert.
Das Denkmal befindet sich am Rand der Oberräder Kräuterfelder, hinter der Speckgasse. Es ist durch den öffentlichen Personennahverkehr Frankfurts, mit der RMV-Straßenbahnlinie 16 oder der Buslinie 46 und einem kurzen Fußweg erreichbar.